# Ventosa (objeto)

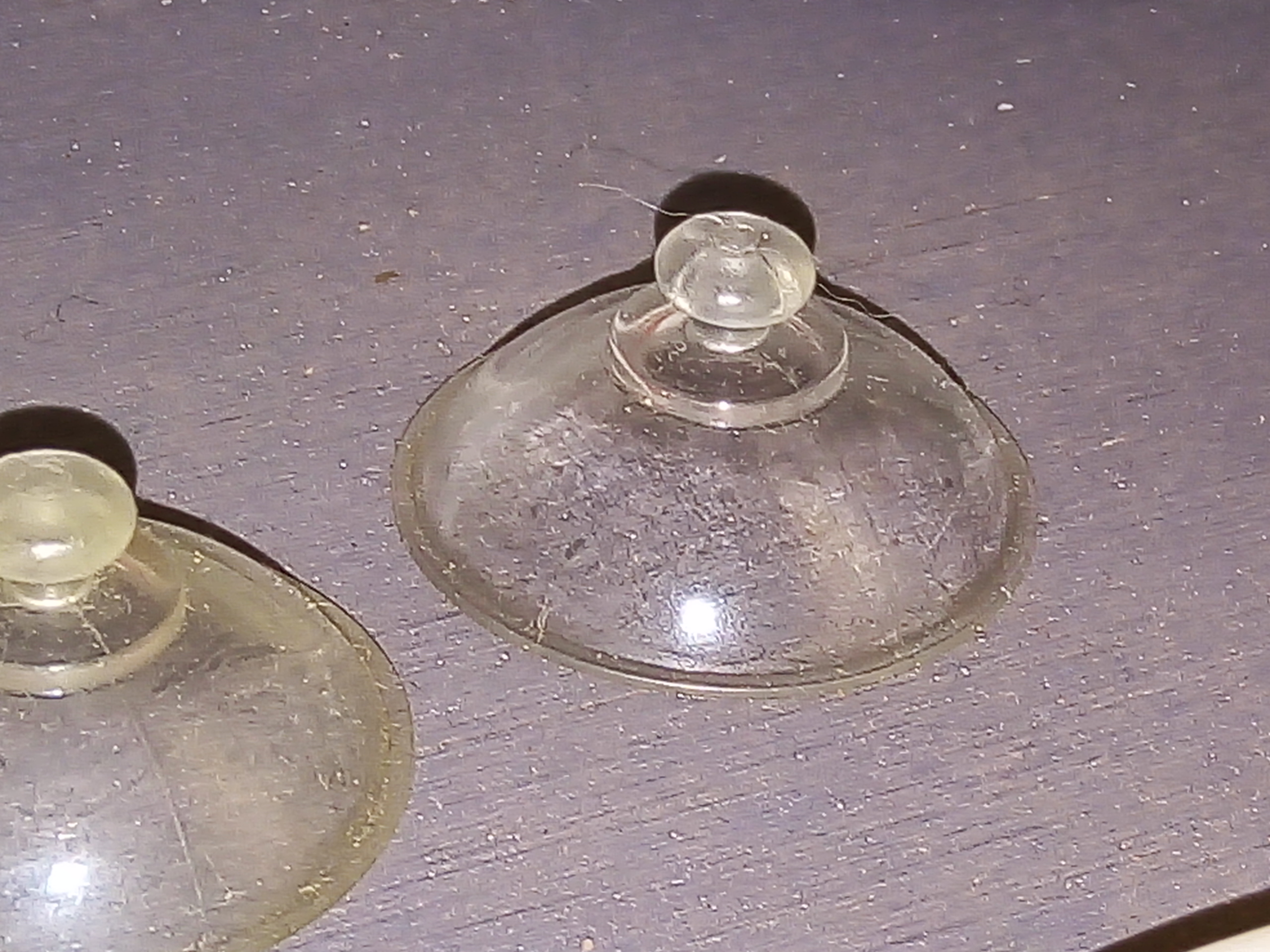
Uma ventosa transparente.

A pressão exercida sobre uma ventosa, exercida pelas colisões de moléculas de gás, mantém a ventosa em contato com a superfície.

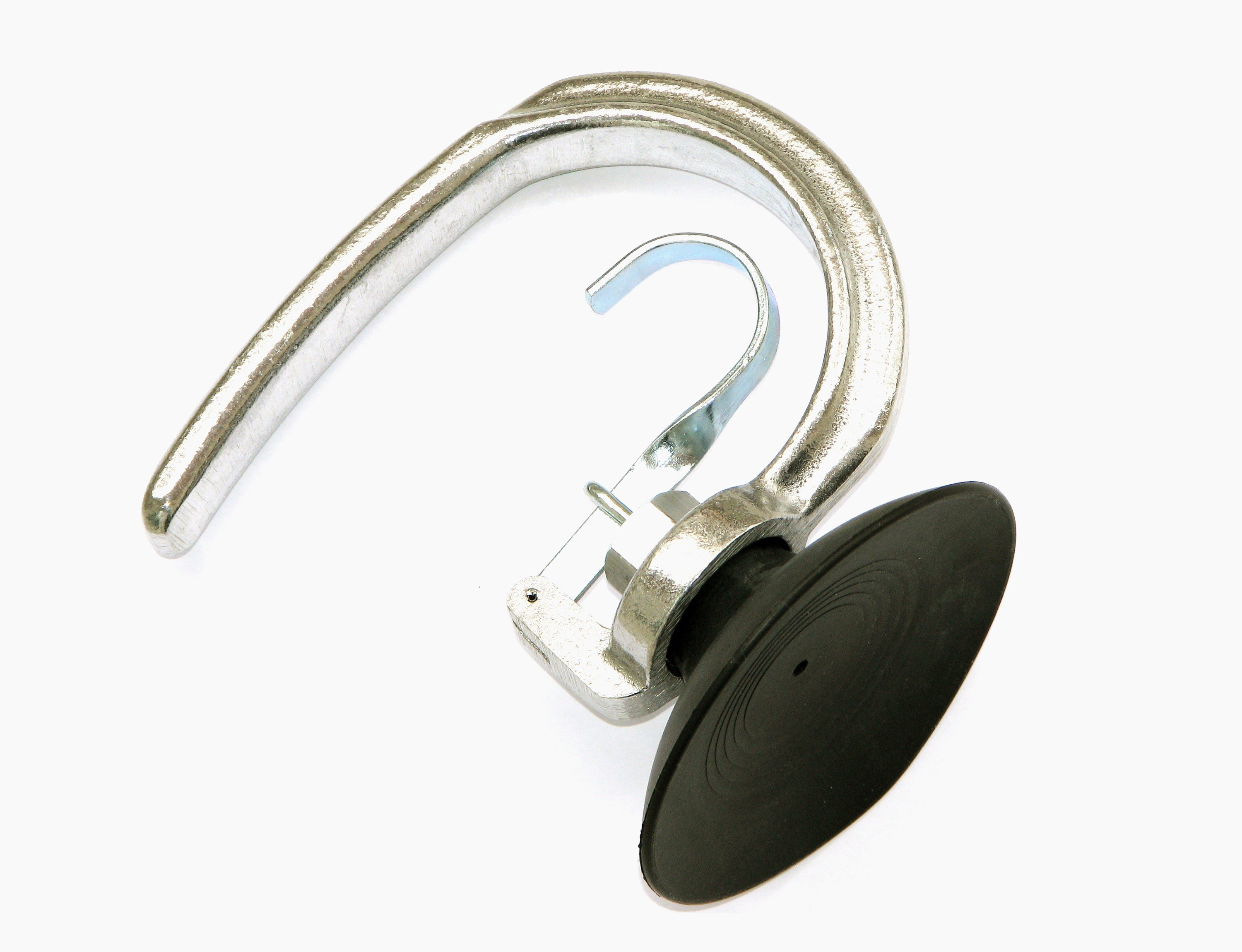
Ventosa com um gancho.

Uma ventosa é um dispositivo ou objeto que usa a pressão negativa do fluido de ar ou água para aderir a superfícies não porosas, criando um vácuo parcial.
As ventosas ocorrem na natureza nos corpos de alguns animais, como polvos e lulas, e foram reproduzidas artificialmente para diversos fins.

## Teoria
A face de trabalho da ventosa é feita de material elástico e flexível e tem uma superfície curva. Quando o centro da ventosa é pressionado contra uma superfície plana e não porosa, o volume do espaço entre a ventosa e a superfície plana é reduzido, o que faz com que o ar ou a água entre a ventosa e a superfície sejam expelidos pela borda do copo circular. A cavidade que se desenvolve entre o copo e a superfície plana tem pouco ou nenhum ar ou água porque a maior parte do fluido já foi forçada para fora do interior do copo, causando uma falta de pressão. A diferença de pressão entre a atmosfera na parte externa do copo e a cavidade de baixa pressão na parte interna do copo mantém o copo aderido à superfície.

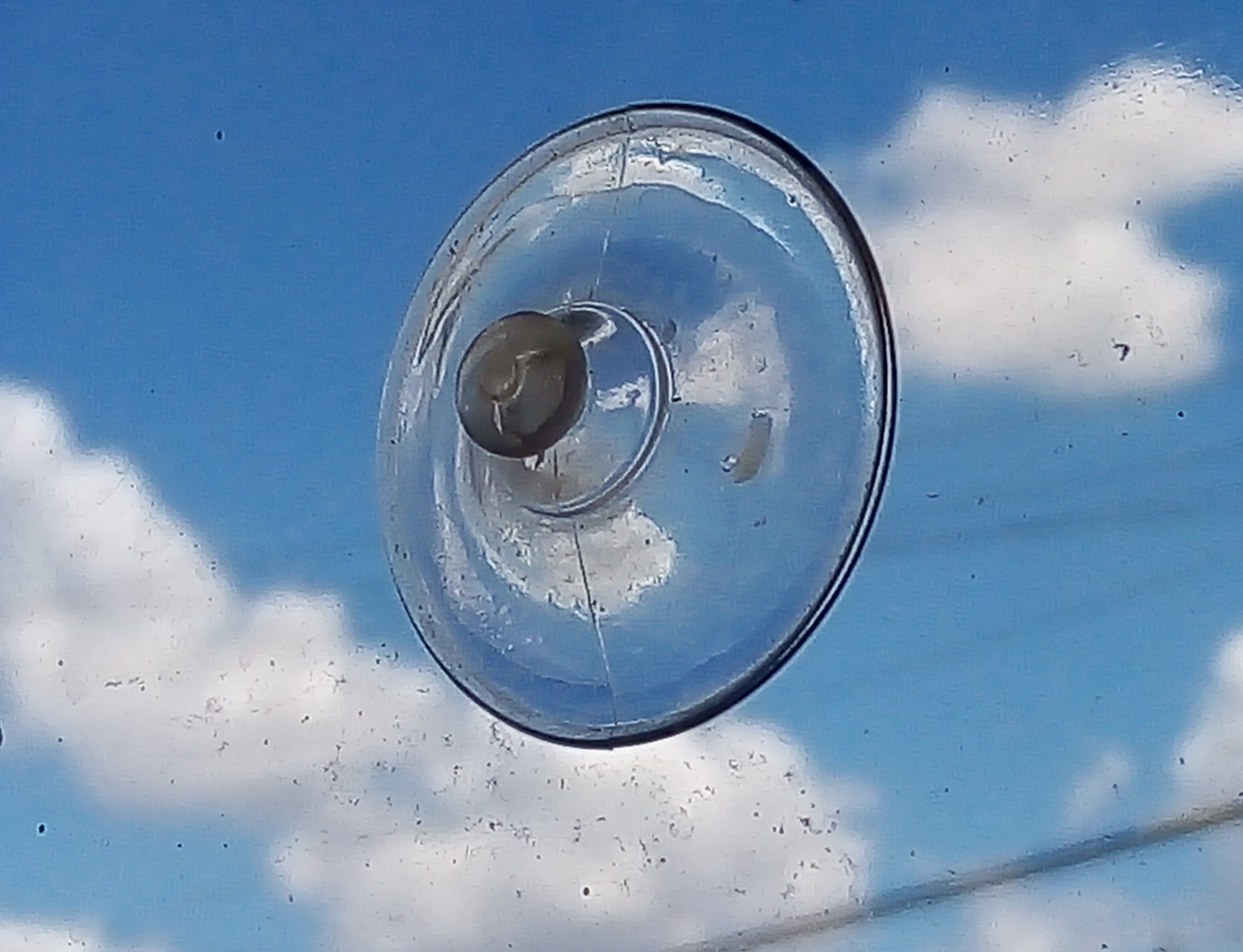
Ventosa pressionada em uma janela.

Quando o usuário cessa a aplicação de pressão física na parte externa do copo, a substância elástica da qual o copo é feito tende a retomar sua forma curva original. O tempo durante o qual o efeito de sucção pode ser mantido depende principalmente de quanto tempo leva para o ar ou a água retornarem à cavidade entre o copo e a superfície, equalizando a pressão com a atmosfera circundante. Isso depende da porosidade e planura da superfície e das propriedades da borda do copo. Uma pequena quantidade de óleo mineral ou vegetal é frequentemente utilizada para ajudar a manter a vedação.

## Cálculos
A força necessária para destacar uma ventosa ideal puxando-a diretamente para longe da superfície é dada pela fórmula:
{\displaystyle F=AP}
onde:
F é a força,
A é a área da superfície coberta pelo copo,
P é a pressão fora do copo (normalmente pressão atmosférica)
Isso é derivado da definição de pressão, que é:
{\displaystyle P=F/A}
Por exemplo, uma ventosa de raio 2,0 cm tem uma área de {\displaystyle \pi } (0,020 m) ² = 0,0013 metros quadrados. Usando a fórmula da força ( F = AP ), o resultado é
F = (0,0013 m²)(100 000 Pa) = cerca de 130 newtons.
A fórmula acima se baseia em várias suposições:
1. O diâmetro externo do copo não muda quando o copo é puxado.
2. Não há vazamento de ar no espaço entre o copo e a superfície.
3. A força de tração é aplicada perpendicularmente à superfície para que o copo não deslize para os lados nem se descasque.
4. A ventosa contém um vácuo perfeito; na realidade, uma pequena pressão parcial permanecerá no interior, e P é a pressão diferencial.

## Uso artificial

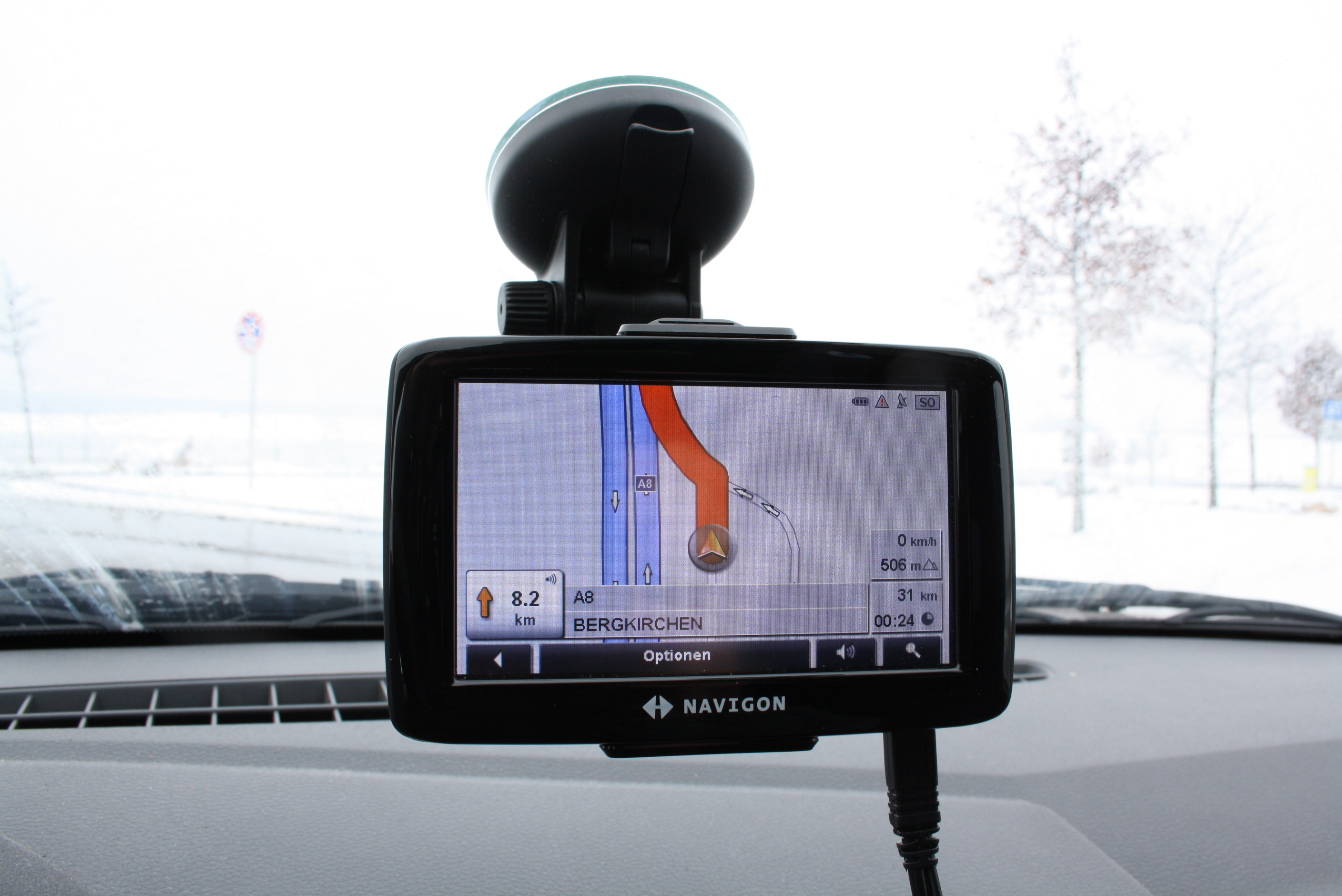
Os dispositivos SatNav geralmente são fornecidos com suportes de ventosa para montagem em para-brisas.

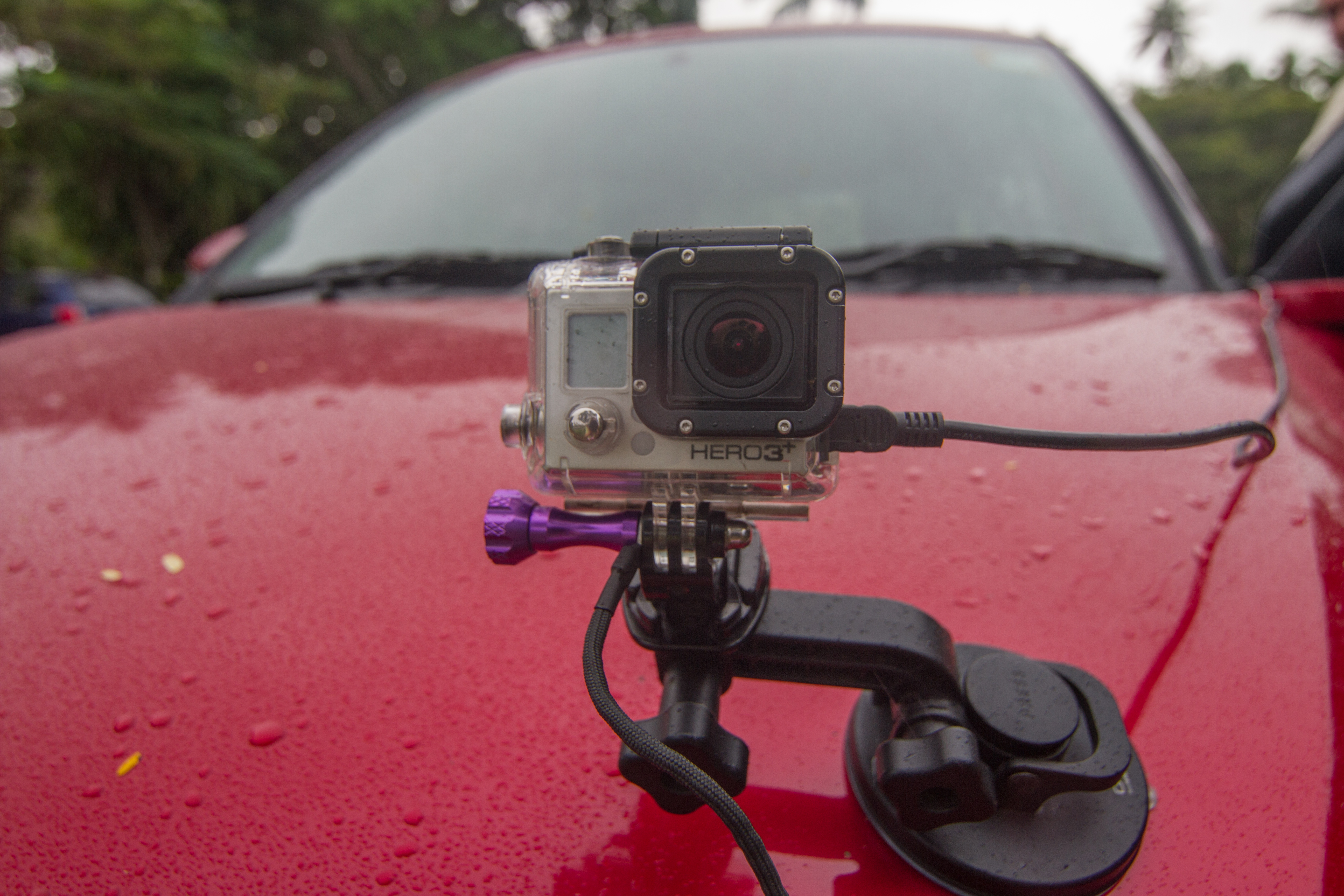
Câmera GoPro acoplada ao carro com ventosa.

Acredita-se que as ventosas artificiais tenham sido usadas pela primeira vez no século III a.C., feitas de cabaças. Eram usadas para sugar o “sangue ruim” dos órgãos internos para a superfície. Acredita-se que Hipócrates tenha inventado esse procedimento.
As primeiras patentes modernas de ventosas foram emitidas pelo Escritório de Patentes e Marcas dos Estados Unidos durante a década de 1860. TC Roche recebeu a Patente Americana nº 52 748 em 1866 por um “Bastão de Imersão para Revelador Fotográfico”; a patente descreve um dispositivo primitivo de ventosa para manusear chapas fotográficas durante os procedimentos de revelação. Em 1868, Orwell Needham patenteou um projeto de ventosa mais refinado, a Patente Americana nº 82 629, chamando sua invenção de “Maçaneta Atmosférica”, destinada ao uso geral como maçaneta e meio de abertura de gavetas.
As ventosas têm diversas aplicações comerciais e industriais:
- Fixar um objeto a uma superfície plana e não porosa, como a porta de uma geladeira ou um azulejo na parede. Isso também é usado para atracar navios.[6][7]
- Mover um objeto, como um painel de vidro ou um ladrilho de piso elevado, fixando a ventosa em uma parte plana e não porosa do objeto e, em seguida, deslizando ou levantando o objeto.
- Em alguns brinquedos, como dardos Nerf.
- Como desentupidores de vaso sanitário.[8]
- Escalar quase ou completamente verticalmente para cima ou para baixo em uma superfície plana e não porosa, como as laterais de alguns edifícios. Isso faz parte da escalada urbana.[9]
- Manter um objeto parado enquanto ele está sendo trabalhado, como segurar um pedaço de vidro durante o polimento de bordas.

Em 25 de maio de 1981, Dan Goodwin, também conhecido como SpiderDan, escalou a Sears Tower, o antigo edifício mais alto do mundo, com um par de ventosas. Ele também escalou o Renaissance Center em Dallas, o Bonaventure Hotel em Los Angeles, o World Trade Center em Nova York, a Parque Central Torre em Caracas, a emissora Nippon TV em Tóquio e a Millennium Tower em São Francisco.